# Liphistius erawan
Liphistius erawan SCHWENDINGER, 1996 è un ragno appartenente al genere Liphistius della famiglia Liphistiidae.
Il nome del genere deriva dalla radice prefissoide greca λιπ-, lip-, abbreviazione di λιπαρός, liparòs cioè unto, grasso, e dal sostantivo greco ἱστίον, istìon, cioè telo, velo, ad indicare la struttura della tela che costruisce intorno all'apertura del cunicolo.
Il nome proprio deriva dall'Erawan National Park, luogo di ritrovamento, nella Provincia di Kanchanaburi, della Thailandia occidentale.

## Caratteristiche
Ragno primitivo appartenente al sottordine Mesothelae: non possiede ghiandole velenifere, ma i suoi cheliceri possono infliggere morsi piuttosto dolorosi

## Distribuzione
Rinvenuta nell'Erawan National Park, in Thailandia occidentale.